# Moussa Bezaz
Moussa Bezaz, né le 30 décembre 1957 à Grarem Gouga, est un footballeur français devenu entraîneur.

## Biographie
Né en Algérie, Moussa Bezaz arrive très jeune en France. Talentueux footballeur, il joue au SAS Épinal avec lequel il remporte la coupe nationale cadets en 1974. Il intégre alors le centre de formation du FC Sochaux, à la suite de la sollicitation de Pierre Tournier.
Joueur de petit gabarit (1,67 m) mais arrière latéral de talent, il devient professionnel au sein de l'équipe sochalienne, avant ses 18 ans. Il y connaît notamment l'épopée européenne du club dont une demi-finale de coupe UEFA en compagnie, entre autres, de Bonnevay, Genghini, Bats, Stopyra.
Il porte ensuite successivement les maillots de Rennes, puis à nouveau de son club d'enfance, le SAS Épinal et enfin l'Entente Chaumont, club dans lequel il devient entraîneur-joueur dès 1989. Il fait alors monter le club en D2.
Moussa Bezaz est international scolaires (sous la direction de Michel Hidalgo), juniors, militaires et espoirs. Il porte également les couleurs de la sélection de Lorraine avec laquelle il gagne la coupe nationale en 1974, en compagnie notamment de Zénier, Jeannol, Ettorre, Battiston.
Après son départ de Chaumont en 1991, il entraîne l'Olympique Charleville qu'il fait encore une fois progresser au niveau professionnel avant la liquidation économique. Durant son passage, il dirige notamment Gregory Wimbée, Fabrice Grange et Chérif Oudjani. Il fait ensuite  un retour à Épinal, puis Laszlo Bölöni le fait venir en 1999 à l'AS Nancy-Lorraine pour entraîner l'équipe réserve. Ayant obtenu son diplôme de formateur en 2000, il est promu directeur technique du centre de formation. Il y forme nombre de futurs professionnels et internationaux, tels Landry N'Guemo, Michaël Chrétien , Manuel da Costa, Pape Diakhaté, Jonathan Brison... En juin 2002, il prend en main l'équipe première en remplacement de Francis Smerecki, mais la tâche est difficile car l’équipe, composée pour une large part de jeunes espoirs du club, formés par ses soins, est inexpérimentée. En novembre 2002, il fait les frais du début de saison difficile de l'ASNL.
Le Vosgien est ensuite appelé aux Émirats arabes unis au club d'Al Ain en tant que directeur de l'académie (équivalent français du centre de formation) et de l'équipe réserve. Là encore, il forme de futurs professionnels pour les équipes nationales. À noter qu'il y retrouve des compatriotes proches comme Gilles Bourges (qu'il a connu à Rennes), Alain Perrin, et Christophe Galtier. Plus tard, il y côtoie son ami Bruno Metsu, alors sélectionneur des EAU.
Le Français reste 5 ans dans le pays du Golfe.
En juin 2009, par le biais initial de la FIFA, il est nommé sélectionneur de la Palestine, dont la fédération et l'équipe nationale sont à reconstruire.
Il s'acquitte de sa tâche et après un bref retour en France, il est nommé sélectionneur, olympique cette fois, de l'équipe espoirs du Bahreïn.
En juillet 2013, il est nommé entraîneur de l'AS Belfort Sud.
Il est remercié en décembre 2013 pour raisons économiques.
Il est le cousin du joueur de football Yassine Bezzaz.
Il est entraîneur de l'US Chaouia (D2 Algérienne) à partir de août 2014, portant l'équipe jusqu'à la deuxième place du championnat, avant de revenir en France.
En juin 2015, le Vosgien signe à l'AS Montigny-lès-Metz (PH-Moselle) avant de suggérer Cédric Lécluse pour reprendre le flambeau en Juin 2016, puisque lui-même est appelé ailleurs.
En juillet 2016, il s'engage avec Yannick Stopyra et les Girondins de Bordeaux au sein de la cellule de recrutement. Il devient donc "l'œil du Nord et de l'Est" pour le club, officiant en Lorraine mais également en Belgique, Allemagne, Luxembourg, ainsi que dans toute la zone Nord/Nord Est. Ayant le bagage adéquat, il est également observateur professionnel lorsque le Brésilien Ricardo Gomes est entraineur.

## Palmarès
- Vainqueur de la coupe nationale des Cadets en 1974 avec la sélection de Lorraine
- Finaliste de la coupe Gambardella en 1975 avec le FC Sochaux
- Champion de France troisième division en 1976 avec le FC Sochaux
- Vainqueur de la Coupe des Alpes en 1980 avec le FC Sochaux
- Vice-Champion de France de Première Division en 1980 avec le FC Sochaux
- Champion du Groupe Est de Troisième division en 1989 avec l'ECAC Chaumont
- Vice-Champion de France de Troisième Division en 1989 avec l'ECAC Chaumont
- Accession en Deuxième Division
- Champion du Groupe Est en 1992 avec l'Olympique de Charleville-Mézières
- Vice Champion de France de Troisième en 1992 avec l'Olympique de Charleville
- Accession a la Super D2 en 1993 avec l'Olympique Charleville
- Deuxième meilleur Centre de Formation de France en 2000 et 2001 avec l'ASNL
- Champion National dans toutes les catégories avec le Al Ain FC